# Olshammar
Olshammar è un'area urbana in Svezia.
L'area fa parte del comune di Askersund nella contea di Örebro.
Secondo il censimento del 2005 ha 314 abitanti, una superficie di 0,85 km² e una densità di 368 ab/Km².